# Małgorzata Nossowska
Małgorzata Nossowska – polska historyk, dr hab. nauk humanistycznych, profesor uczelni Instytutu Historii Wydziału Humanistycznego Uniwersytetu Marii Curie-Skłodowskiej.

## Życiorys
15 września 1999 obroniła pracę doktorską Czasopisma warszawskie wobec narodzin i rozwoju Trzeciej Republiki Francuskiej (1875-1914), 5 grudnia 2012 habilitowała się na podstawie pracy O Francuzce, która pokochała Polskę. Rosa Bailly i stowarzyszenie Les Amis de la Pologne. Objęła funkcję profesora uczelni w Instytucie Historii na Wydziale Humanistycznego Uniwersytetu Marii Curie-Skłodowskiej.